# Matt Wieters
Matthew Richard Wieters (né le 21 mai 1986 à Goose Creek, Caroline du Sud, États-Unis) est un receveur des Nationals de Washington de la Ligue majeure de baseball. 
Il compte 4 sélections au match des étoiles et ses performances défensives à la position de receveur ont été soulignées par deux Gants dorés et un prix Fielding Bible.

## Carrière
Après des études secondaires à la Stratford High School de Goose Creek (Caroline du Sud), Matt Wieters suit des études supérieures à Georgia Tech où il porte les couleurs des Yellow Jackets. 
Il est repêché le 7 juin 2007 par les Orioles de Baltimore au premier tour de sélection (5e choix). Après deux saisons en Ligues mineures, il débute en Ligue majeure le 24 mai 2009.

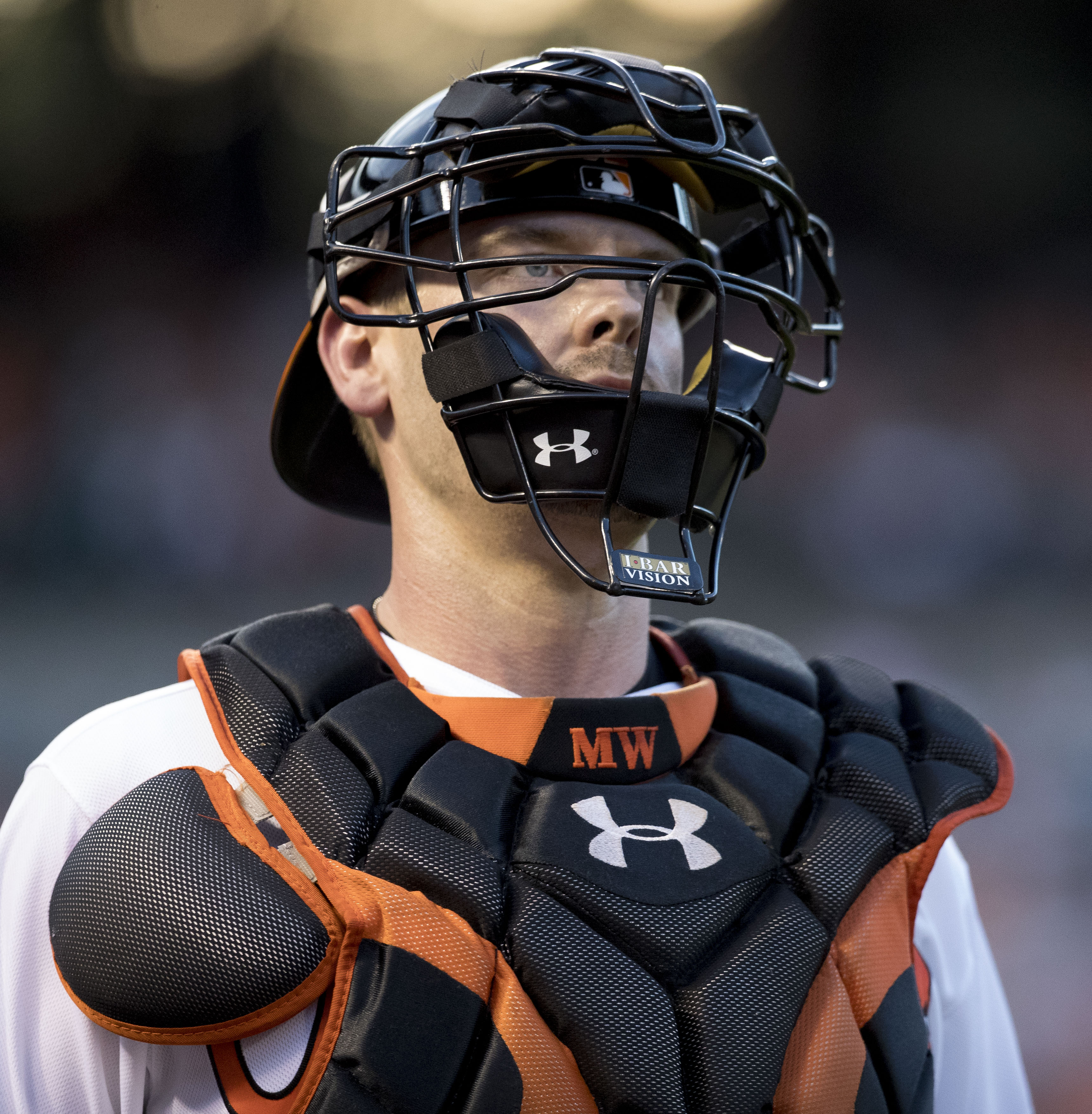
Matt Wieters avec Baltimore en 2016.

Wieters commence à susciter l'attention en 2011 malgré le fait qu'il évolue pour une équipe de dernière position. Il présente ses meilleures statistiques jusque-là en carrière avec 131 coups sûrs, 22 circuits, 68 points produits et une moyenne au bâton de ,262. Ceci lui vaut à la mi-saison une première invitation au match des étoiles. Son travail en défensive est récompensé par son premier Fielding Bible Award et son premier Gant doré.
Il est voté sur l'équipe partante de la Ligue nationale pour le match des étoiles 2014 mais, blessé lors de l'annonce des nominations, il est remplacé pour le match par Salvador Pérez, le receveur des Royals de Kansas City. La saison 2014 de Wieters prend fin prématurément lorsqu'il subit une opération de type Tommy John au coude, après seulement 26 matchs joués. 
Wieters revient au jeu le 5 juin 2015 pour Baltimore et prend part à 75 matchs de l'équipe durant cette saison. Il maintient une moyenne au bâton de ,267 avec 8 circuits. Après 9 saisons à Baltimore, il a le droit au statut de joueur autonome, donc d'offrir ses services au plus offrant, mais le 13 novembre 2015 il décide d'accepter l'offre qualitative de 15,8 millions de dollars pour une saison 2016 avec les Orioles. Il connaît une bonne saison 2016 avec 17 circuits et 66 points produits en 124 matchs joués, et il honore sa 4e invitation en carrière au match des étoiles.
Le 24 février 2017, Matt Wieters signe un contrat de 21 millions de dollars pour deux ans avec les Nationals de Washington.

## Statistiques
| Saison | Équipe    | G   | AB  | R  | H   | 2B | 3B | HR | RBI | SB | BA    |
| ------ | --------- | --- | --- | -- | --- | -- | -- | -- | --- | -- | ----- |
| 2009   | Baltimore | 96  | 354 | 35 | 102 | 15 | 1  | 9  | 43  | 0  | 0,288 |
| 2010   | Baltimore | 130 | 446 | 37 | 111 | 22 | 1  | 11 | 55  | 0  | 0,249 |
| Totaux | Totaux    | 226 | 800 | 72 | 213 | 37 | 2  | 20 | 98  | 0  | 0,266 |

Note : G = Matches joués ; AB = Passages au bâton; R = Points ; H = Coups sûrs ; 2B = Doubles ; 3B = Triples ; 
HR = Coup de circuit ; RBI = Points produits ; SB = Buts volés ; BA = Moyenne au bâton.